# 音讀
音讀（日语：／ On'yomi），是日语漢字的一種發音方式，是保留該等漢字當初傳入日本時的發音。相對的，若使用該等漢字之日本固有同義語彙的讀音，則稱為訓讀。
同樣有使用漢字的各民族語言也有類似的發音方式。例：韓語的漢字音、越南語的漢越音。

## 日語音讀
日語的漢字音讀（日语：音読み），又稱「日本漢字音」，依其傳入時間和地點的不同分為以下數種：
- 古音：早於吳音[3]傳入日本的漢字音。源於中國上古音。
- 吳音：早在西元5世紀、6世紀輾轉而入的字音，多使用於佛教用語與律令用語。通說吳音是從南方六朝或經由朝鮮半島輾轉而入，但缺乏史料證實。「吳」是本來學漢音的留學生叫的蔑稱。
- 漢音：於西元7世紀左右，日本始派出遣唐使自大唐所習得之字音，多使用於儒學。近代又用於大量創造新辭彙（和製漢語）。對當代日語影響最為深遠。
  - 新漢音：漢音的最晚層，約在唐末期傳入日本。
- 唐音：指宋元以後才傳入日本的漢字讀音，以南方口音為基準。
  - 宋音：指鎌倉時代（南宋至元初）傳入日本的漢字讀音。包含於廣義的「唐音」。

此外，傳入日本後發生變異，不合於以上任一種的讀音稱為慣用音。
日語音讀多數保留了古漢語的入聲。特別的是，古漢語的入聲塞音韻尾 [-t]、[-k] ，在日語當中已獨立自成一個音節，造成這些入聲字的音讀擁有兩個音節。而現代假名遣中[-p]則化為長音。
| 漢字 | 吳音          | 漢音           | 唐音       |
| ---- | ------------- | -------------- | ---------- |
| 和   | わ (wa)       | くゎ (kwa)     | を (wo)    |
| 外   | ぐゑ (gwe)    | ぐゎい (gwai)  | うい (ui)  |
| 子   | し (shi)      | し (shi)       | す (su)    |
| 脚   | かく (kaku)   | きゃく (kyaku) | きゃ (kya) |
| 暖   | なん (nan)    | だん (dan)     | のん (non) |
| 行   | ぎゃう (gyau) | かう (kau)     | あん (an)  |
| 京   | きゃう (kyau) | けい (kei)     | きん (kin) |
| 明   | みゃう (myau) | めい (mei)     | みん (min) |

同一詞中音讀與訓讀同時出現的，前訓讀後音讀者稱為湯桶讀法，反之稱為重箱讀法。
最早討論吳音、漢音、唐音傳入日本的歷史過程的是本居宣長（1730-1801年），著有《漢字三音考》（《本居宣長全集5》，摩書房）。

## 漢字音
現代漢字音原則上一字一音，沒有時代區別，也保留了中古漢語的諸多特徵，如齊全的入聲韻尾（但[-t]轉為[-l]）等。